# Bleke silenekokermot
De bleke silenekokermot (Coleophora graminicolella) is een vlinder uit de familie van de kokermotten (Coleophoridae). De wetenschappelijke naam werd in 1876 gepubliceerd door Hermann von Heinemann & Maximilian Ferdinand Wocke.
De soort komt voor in Europa.
1. ↑  Heinemann, H. von & Wocke, M.F. (1876). Die Schmetterlinge Deutschlands und der Schweiz 2, Kleinschmetterlinge 2, Die Motten und Federmotten: 599